# سائو لوئیس، مارانهاو
سائو لوئیس، مارانهاو (به پرتغالی: São Luís, Maranhão) یک شهر در برزیل است که در مارانیائو واقع شده‌است.

## خصوصیات
سائو لوئیس ۸۲۷٫۱۴۱ کیلومترمربع مساحت و ۱٬۰۱۱٬۹۴۳ نفر جمعیت دارد و ۴ متر بالاتر از سطح دریا واقع شده‌است.

## خواهرخوانده
شهر سنت لوئیس خواهرخواندهٔ سائو لوئیس، مارانهاو هست.